# Menzbiermurmeldjur
Menzbiermurmeldjur (Marmota menzbieri) är en däggdjursart som först beskrevs av Kashkarov 1925.  Marmota menzbieri ingår i släktet murmeldjur och familjen ekorrar. IUCN kategoriserar arten globalt som sårbar.

## Beskrivning
Pälsen på ovansidan är gulbrun över mörkbrun till nästan svart, ibland med en rödaktig ton. Nacken och kinderna är ljusa, och undersidan är ljusgul. Medellängden är 49 cm, med en svans på omkring 12 cm.

## Underarter
Catalogue of Life samt Wilson & Reeder (2005) skiljer mellan två underarter:
- Marmota menzbieri menzbieri (Kashkarov, 1925)
- Marmota menzbieri zachidovi Petrov, 1963

## Utbredning
Menzbiermurmeldjuret förekommer i två skilda populationer i västra delen av bergskedjan Tianshan på gränsen mellan Kazakstan, Kirgizistan och Uzbekistan.

## Ekologi
Arten lever på bergsängar, stäpper och marker med enebuskage i höjder mellan 2 000 och 3 400 meter över havet.
Individerna bygger 2,5 till 3 meter långa tunnelsystem som har tre eller fyra ingångar. Murmeldjuret håller vinterdvala från augusti eller september till våren. Födan utgörs av underjordiska växtdelar och till viss del insekter. Parningen sker under våren och per kull föds upp till sju ungar.
Det vetenskapliga namnet menzbiermurmeldjur kommer från den ryske zoologen Michail Menzbir.